# Гинзбург, Борис Наумович
Борис Наумович Ги́нзбург (21 июня 1933, Кривой Рог, Днепропетровская область — 23 октября 1963, Киев) — советский художник, график и литограф.

## Биография
В 1941—1944 годах с матерью и сестрой был в эвакуации в Краснодарском крае, затем в Туркменистане.
В 1947 году с семьёй переехал к отцу в Магадан.
В 1952 году окончил Киевскую республиканскую художественную школу имени Т. Г. Шевченко и поступил на графический факультет Киевского художественного института. Учился у Василия Касияна и Иллариона Плещинского, руководителем дипломной работы был Александр Пащенко. 
В 1958 году окончил с красным дипломом художественный институт и стал членом Союза художников УССР.

## Творческая деятельность
Ещё со студенческих лет работы Гинзбурга начали экспонироваться на республиканских и всесоюзных выставках. Он создавал монументальные по замыслу и исполнению серии литографий, в которых рассказывал о мирном созидательном труде: «Про людей труда» (1957—1958), «Украинские новостройки семилетки» (1959—1960), «Люди семилетки» (1960—1961). Борис Наумович обращался к литературной классике, создал серию работ, посвящённых Т. Г. Шевченко (1961—1962), иллюстрации к его произведениям и к поэзии Леси Украинки. 
В 1960—1962 годах Гинзбург под руководством Михаила Дерегуса продолжил обучение в творческих мастерских Академии художеств СССР в Киеве.

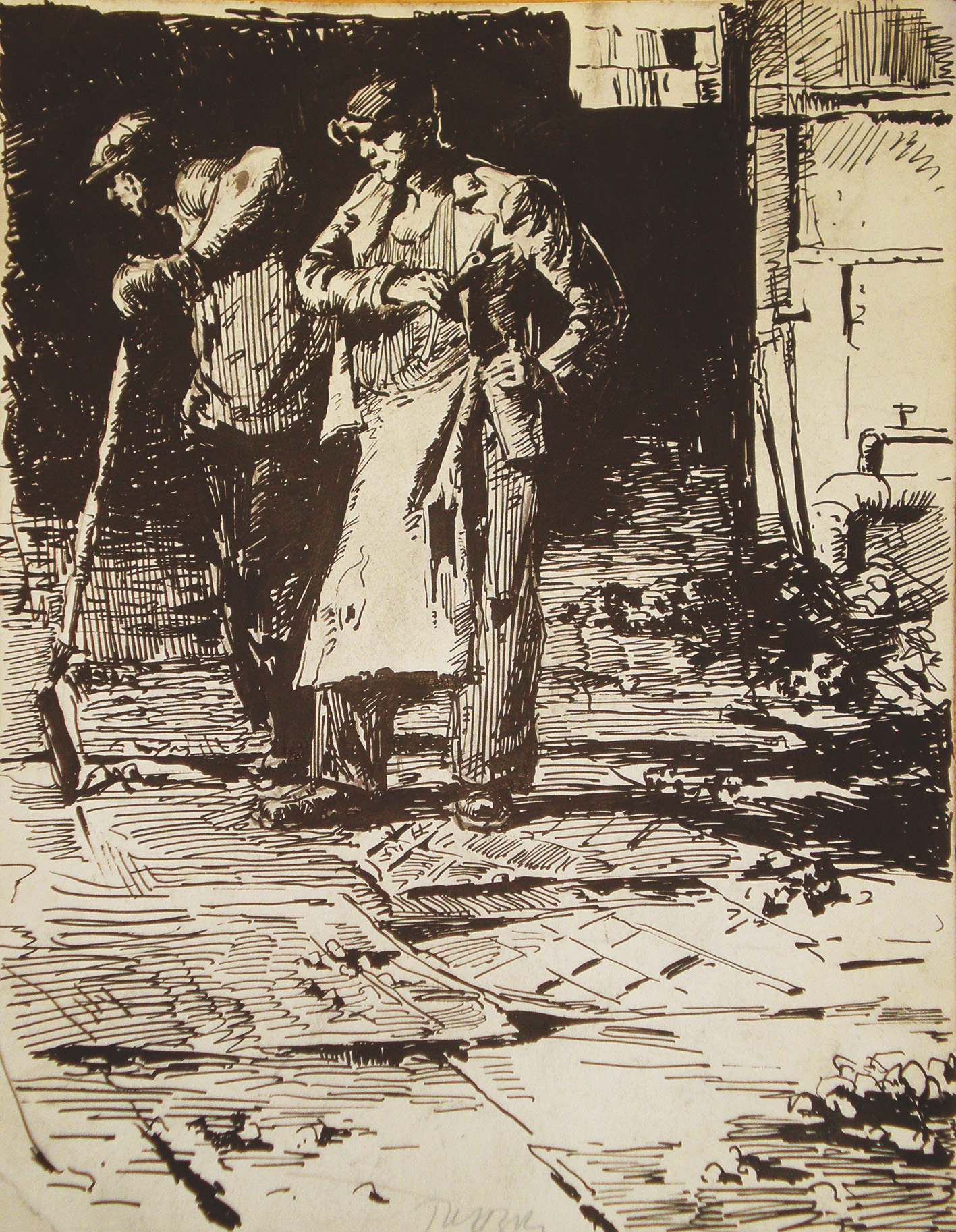
Сталевары. 1957

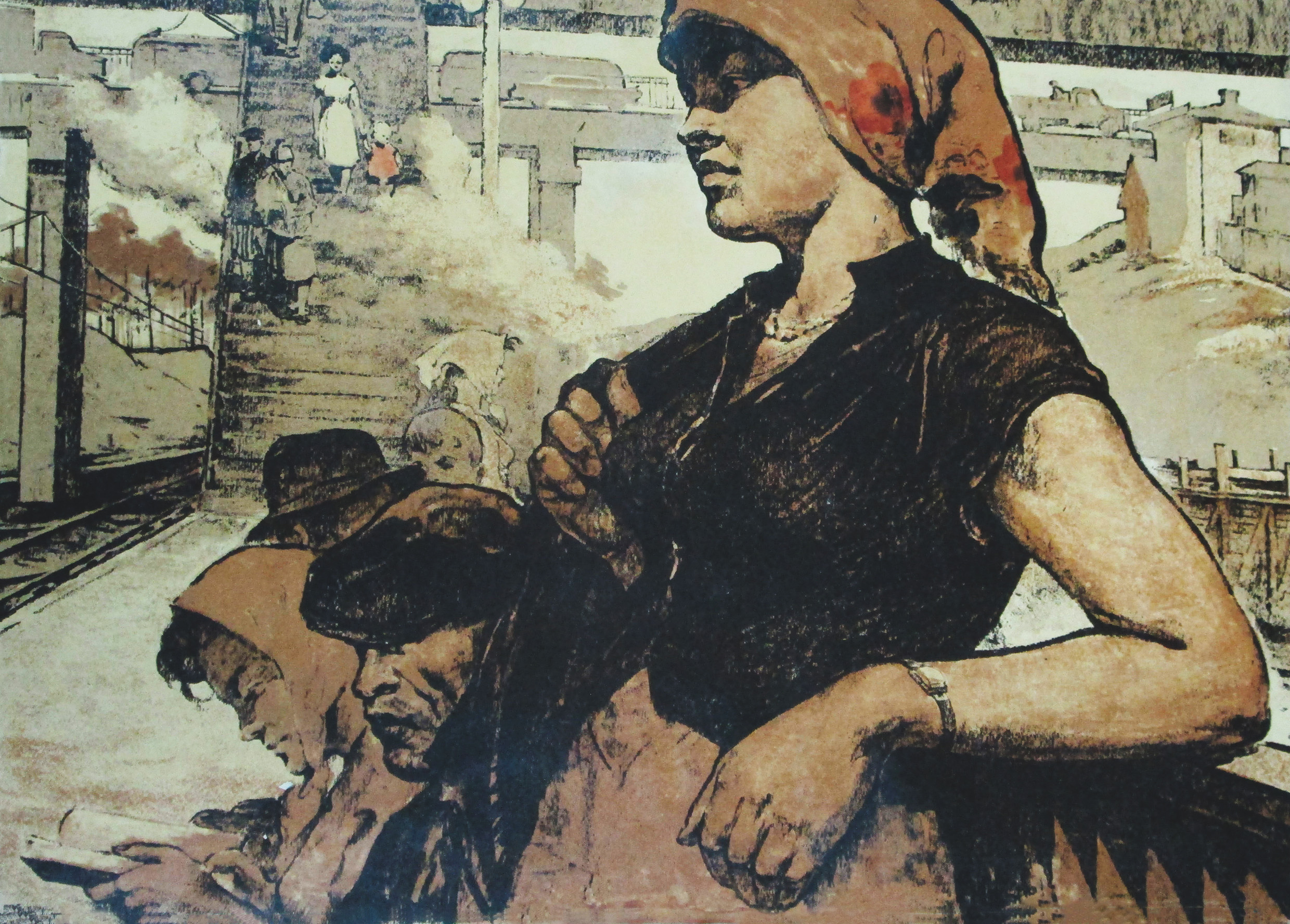
В ожидании пригородного электропоезда. 1960

Дипломная серия станковых литографий «Про людей труда» (1958) продемонстрировала не только уровень академической выучки, но и собственный взгляд на обязательное в то время отображение в искусстве социалистических будней. На первый план практически каждого графического листа он выводил личность, уходя от привычного изображения «простого советского человека». К шести завершённым литографиям серии были созданы многочисленные эскизы, которые наглядно демонстрируют разнообразие композиционных замыслов и сюжетных трактовок. С жанровыми рисунками выполнял в технике угля портреты, создавая выразительную галерею мужественных, гордых, интеллектуальных образов сталеваров.
«Украинские новостройки семилетки» (1959—1960) — серия литографий, созданная в творческой командировке от Союза художников, где наряду с передачей ключевых моментов возведения Кременчугской ГЭС (укр. Кременчуцька ГЕС) немало внимания уделено рядовым участникам стройки. В этой серии художник делает акцент на женских образах, сопоставляя красоту и хрупкость главных героинь с окружающими их строительными гигантами.
«Люди семилетки» (1960—1961) — третья серия литографий, самым необычным и ярким листом которой стало «Воспоминание о Чёрном море», где сквозь призму изображения реалистического сюжета труда рыбаков явственно прорываются романтические нотки традиций европейского искусства.
Борис Гинзбург был не только мастером литографии но и владел техникой акварели, что давало возможность создавать акварели с морскими видами, причалами и кораблями на рейде. Крымские пейзажи волновали творческое воображение художника, его впечатляла неброская красота Коктебеля, ставшего местом притяжения для творческой интеллигенции со времени обоснования там Максимилиана Волошина.

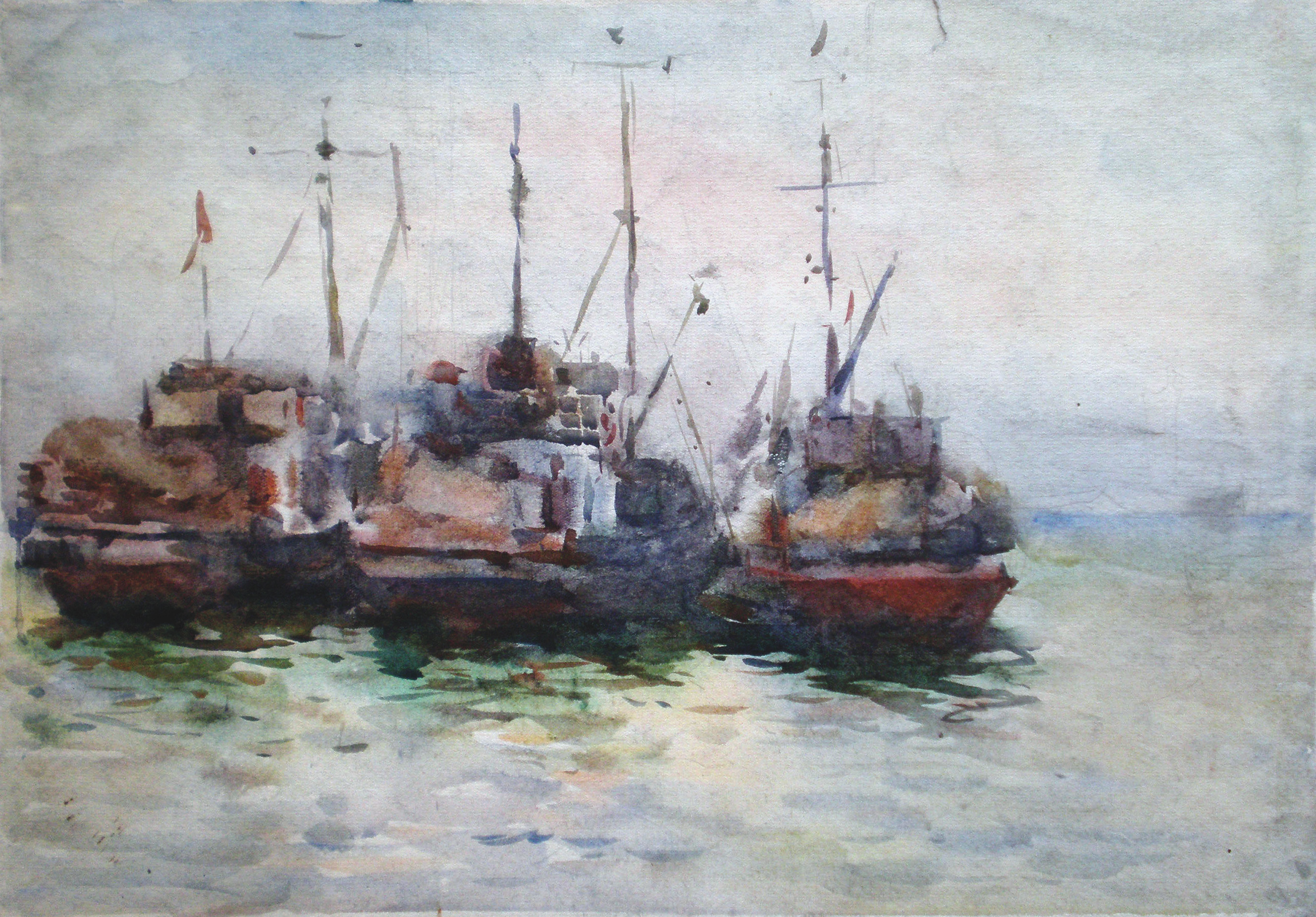
Три корабля. 1962

Море для художника — не только первозданная красота, наполненная неповторимой гармонии, но и место обитания творения рук человеческих — кораблей. В изображении последних он чаще обращается к графическим техникам — рисунку углём, графитным карандашом, тушью, к технике сухой иглы, офорту, линогравюре. В изображении кораблей или сцен из жизни рыбаков ему просто нет равных в композиционных вариациях, каждый лист представляет собой оригинальную неповторяющуюся композиционную схему, которая наиболее соответствует раскрытию каждого конкретного замысла художника.

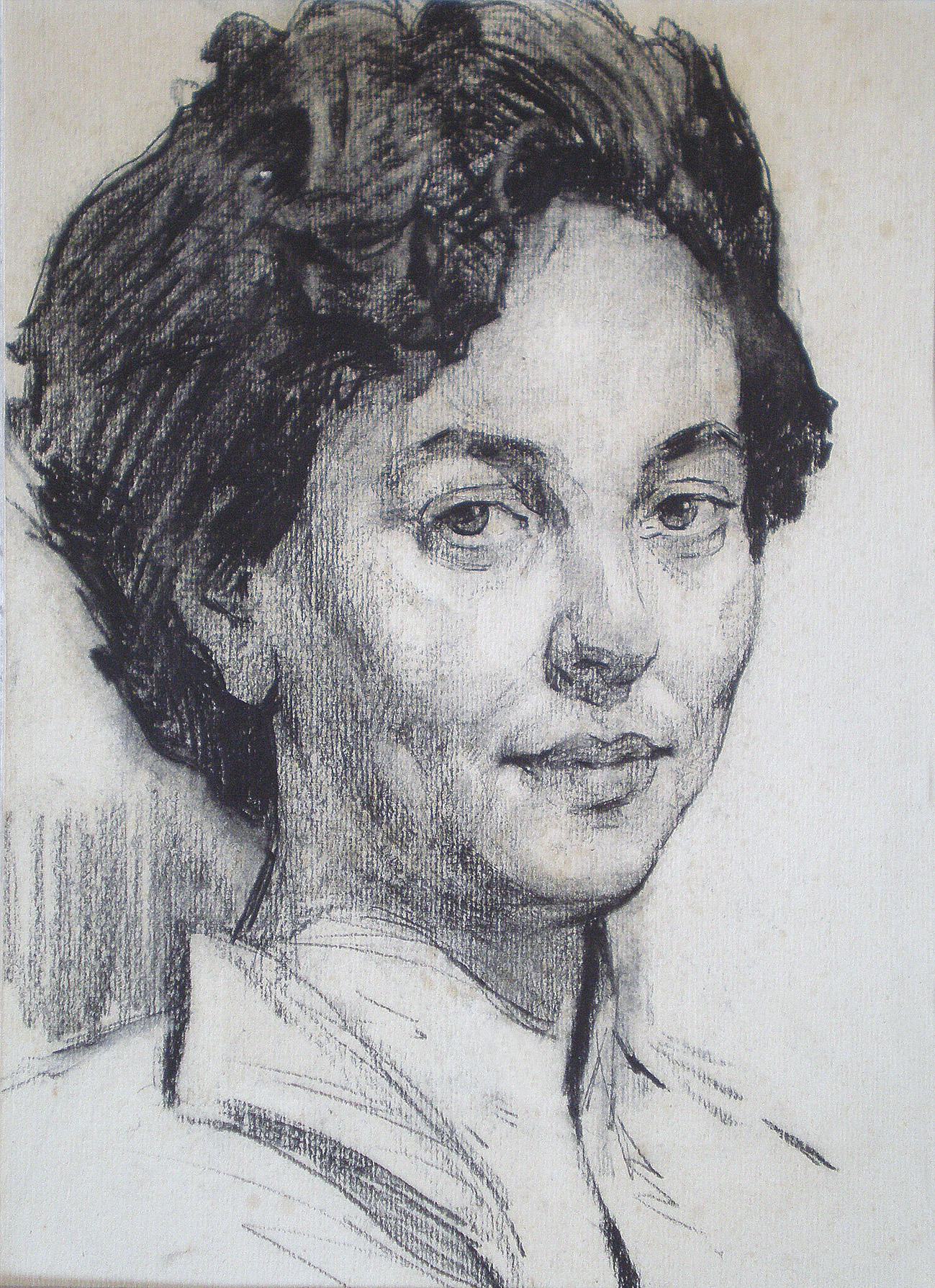
Зоя. 1959

Наиболее часто портретируемой моделью была его жена Зоя.
Были в его творчестве и заказные портреты исторических личностей — Николая Пржевальского, Виктора Гюго, Иоганна Гёте, Генриха Гейне.

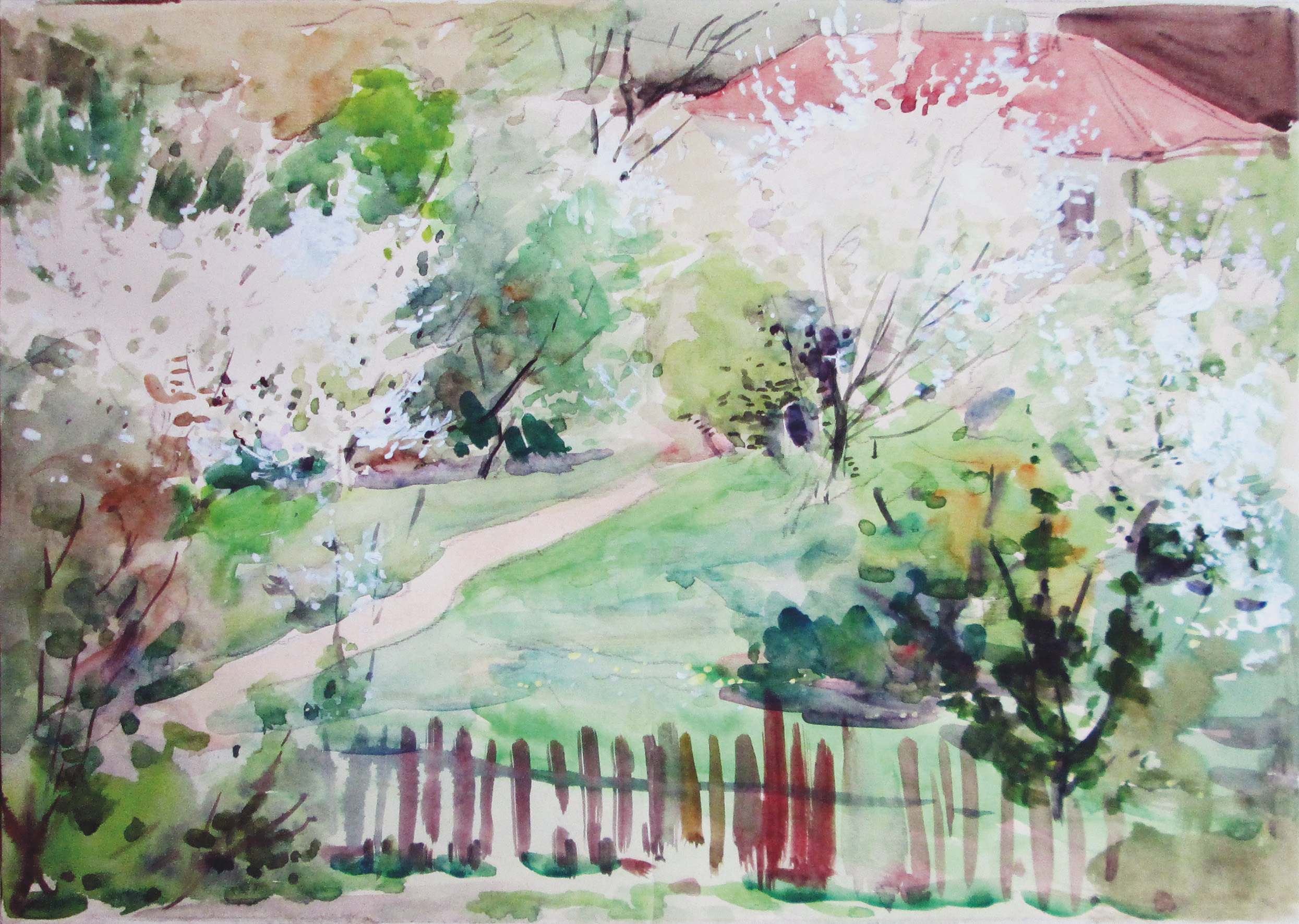
Сады цветут. 1960

Поистине уникальны его карандашные рисунки, в которых оживает атмосфера послевоенного Киева. Старые деревянные домики, кривые улочки, редкие автомобили, Кудрявский спуск, Андреевский спуск, Подол — в этих листах тихая жизнь города 1950-х годов навсегда сохранена чуткой рукой художника. Впрочем, к какому бы жанру ни обращался Борис Гинзбург, ему претила парадная сторона жизни. Поэтому не случайно в городских пейзажных мотивах всегда присутствуют истинность, достоверность, они подкупают зрителя своей искренностью и одушевленностью.
Борис Гинзбург также немногословен и даже фрагментарен в своих пейзажах-миниатюрах. Речь идет не о размерах. Маленькая лесная опушка, одинокие дубы или сосны на краю поляны, ажурная ветка дерева ранней весной — все наполнено значимостью бытия, утверждением красоты обыденных явлений. 

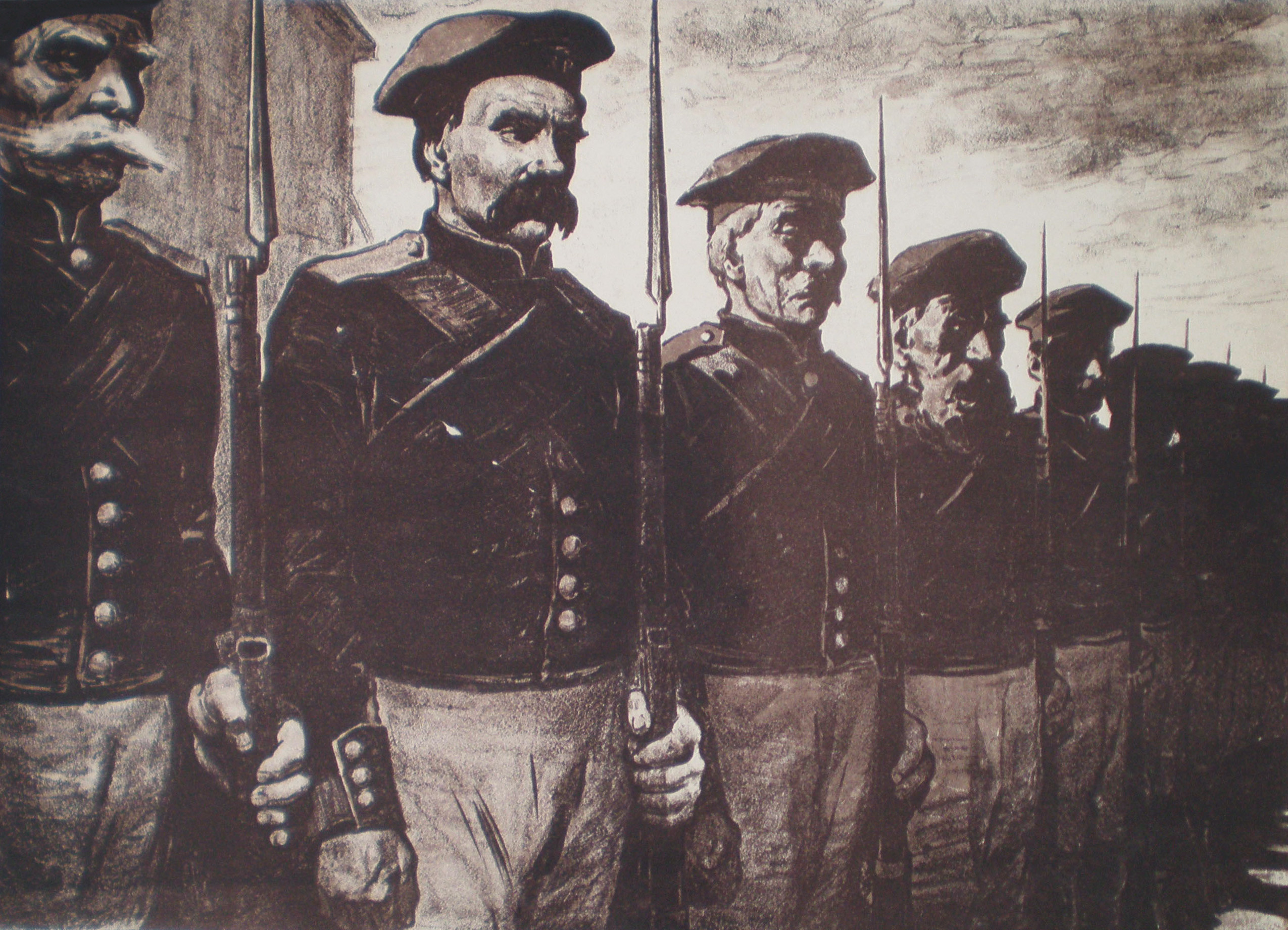
Судьба поэта. 1962

Бориса Гинзбурга волновали не только произведения великого Кобзаря, но и трагические коллизии его судьбы. Закономерным результатом стало создание станковых листов, отразивших самые драматичные моменты из жизни поэта, когда он был отдан в солдаты с запретом писать и рисовать. В определенной степени это было созвучно и с событиями из собственной жизни Бориса Гинзбурга. В архиве художника сохранился небольшой блокнот с набросками, где просматриваются многочисленные поиски-этюды разнообразных персонажей поэзий Т. Шевченко. Завершенные работы были созданы только к «Неофитам» и «Сове». Духом непокоренности наполнены иллюстрации к поэме Леси Украинки «Грешница» и «В катакомбах». Не случайно художник из всех произведений поэта обращается к тем, где основным мотивом звучит лейтмотив сильного духа, свободы, стремление вырваться из рабской покорности даже ценой собственной жизни. Это последние произведения в творчестве Бориса Гинзбурга.
Воспоминания вдовы Зои Давидовны Гинзбург «Очень трудно донести до людей, не знавших Бориса, его внутренний мир, тонкое чувство юмора, жизнерадостный смех и затаенную в глазах грусть, энциклопедические знания и полную неприспособленность к жизни, ни на минуту не прекращающийся процесс творческого горения. Сложная задача, но это мой долг, и я попытаюсь». Она стала инициатором и главным организатором трёх персональных выставок (1964, 2010, 2013), автором идеи и спонсором при создании альбома, посвящённого творчеству художника «Борис Гинзбург. Короткой жизни яркий след». Зое Давидовне принадлежат воспоминания об их юности, без которых вряд ли можно было бы так близко подойти к пониманию творчества и личности Бориса Гинзбурга, ощутить его живое присутствие, услышать его слова, понять его замыслы, проникнуться его переживаниями и первыми радостями от достигнутых успехов.
В одном из писем родителям он написал: «Сегодня понемногу пошел снежок, сейчас из окна видно, что улица уже белеет. День прошел незаметно, завтра опять дела, работа. О работе пока ничего определенного сказать не могу — все в начальной стадии — еще даже не знаю, что выбрать из многочисленных мыслей. Эскизов очень много, тем много, работать есть над чем…» 4.11.1962.

### Выставки
Участник выставок с 1957 года. Работал в сфере станковой и книжной графики. Основные произведения: серии «Про людей труда» (1957—1958), «Люди семилетки» (1960—1961), «Т. Г. Шевченко» (1961—1962); иллюстрации к произведениям Л. Украинки (1962) и Т. Шевченко (1963).